# نووایر
نووایر (به انگلیسی: Novair) یک شرکت هواپیمایی با کد یاتا N9 است که در تاریخ ۱۹۹۷ میلادی تأسیس شده است.
دفتر مرکزی نووایر در استکهلم، سوئد واقع شده‌است و به ۴۵ مقصد، پرواز مستقیم انجام می‌دهد.